# 安田菜津紀
安田 菜津紀（やすだ なつき、1987年3月30日 - ）は、日本のフォトジャーナリスト。認定NPO法人Dialogue for People副代表。横須賀市出身、上智大学総合人間科学部教育学科卒業。夫はDialogue for People代表で、フォトジャーナリスト、ライターの佐藤慧。

## 人物・経歴
神奈川県横須賀市生まれ。14歳の時、新橋で鰻屋を営んでいた在日コリアン2世の父を亡くしている。パスポート取得時に戸籍を取り寄せるまで自分がコリアンの系譜にあることを知らなかった。父方の祖父は関西で活躍した元プロボクシング選手の金命坤（キム・ミョンゴン、金明根とも）。16歳でNPO法人「国境なき子どもたち」友情のレポーターとしてカンボジアで子どもたちを取材。2005年、上智大学総合人間科学部教育学科入学。2008年に『情熱大陸』500回放送記念回に出演する。2009年、同大学卒業。2010年に初個展「『緑の壁』HIVと共に生きる」をコニカミノルタプラザで開催した。2011年の東日本大震災以降は、岩手県陸前高田市をはじめ東日本大震災で被害のあった各地の取材を継続している。2014年、オリンパスと、安田が所属していたスタディオアフタモードにより「フォトジャーナリスト安田菜津紀と行く東北スタディツアー」を実施する。2018年8月、スタディオアフタモード（studioAFTERMODE）の事業部を改編して「Dialogue for People」を発足、2019年5月17日、NPO法人としての認証を受ける。10月から佐藤慧を代表、安田を副代表として、NPO法人として正式に活動を開始する。2019年、『しあわせの牛乳』で第66回産経児童出版文化賞JR賞受賞。「東北スタディツアー」は2018年以降も継続されてきたが、2020年は新型コロナウイルス感染拡大の影響で開催を断念し、2021年はオンライン開催となった。
Twitter投稿で誹謗中傷、人種差別をされたとして、師岡康子弁護士、神原元弁護士を原告代理人に立てて、書き込んだ匿名の人物を特定し、2021年12月8日、東京地裁に民事提訴した。2023年6月19日、差別的表現であると事実認定され33万円の損害賠償を命じる全面勝訴判決を得た。

## 受賞
- 2008年7月 - 青年版国民栄誉賞「人間力大賞」会頭特別賞を受賞[24]
- 2009年 - 日本ドキュメンタリー写真ユースコンテスト大賞受賞[24]
- 2012年 - 「HIVと共に生まれる－ウガンダのエイズ孤児たち－」で第8回名取洋之助写真賞を受賞[25]

## 著書

### 単著
- 『それでも、海へ　陸前高田に生きる』ポプラ社、2016年、ISBN 978-4591148112
- 『君とまた、あの場所へ: シリア難民の明日』新潮社、2016年、ISBN 978-4103500315
- 『写真で伝える仕事 -世界の子どもたちと向き合って-』日本写真企画、2017年、ISBN 978-4865620450
- 『故郷の味は海をこえて 「難民」として日本に生きる』協力：認定NPO法人難民支援協会、ポプラ社、2019年、ISBN 978-4591164204
- 『あなたのルーツを教えて下さい』左右社、2022年、ISBN 978-4865280593
- 『隣人のあなた：「移民社会」日本でいま起きていること』岩波書店〈岩波ブックレット〉、2022年、ISBN 978-4002710716
- 『国籍と遺書、兄への手紙：ルーツを巡る旅の先に』ヘウレーカ、2023年、ISBN 978-4909753151
- 『遺骨と祈り』産業編集センター、2025年5月、ISBN 978-4863114432

### 共著
- 『アジア×カメラ　「正解」のない旅へ』（幸田大地・白潟禎共著、2011年、第三書館）ISBN 978-4807411016
- 『ファインダー越しの3.11』（渋谷敦志・佐藤慧共著、2011年、原書房）ISBN 978-4562047581
- 『この残酷な世界でどう生きようか』（津田大介共著、2017年、幻冬舎〈幻冬舎plus〉）[26]
- 『しあわせの牛乳』（佐藤慧著、写真：安田菜津紀、2018年、ポプラ社）ISBN 978-4591158135
- 『チェンジの扉 児童労働に向き合って気づいたこと』（認定NPO法人ACE・安田菜津紀共著、2018年、集英社）ISBN 978-4087816648
- 『あなたと、わたし』（詩：サヘル・ローズ、写真：安田菜津紀、2018年、日本写真企画）ISBN 978-4865620849
- 『おいしい牛乳は草の色』（中洞正著、写真：安田菜津紀、2020年、春陽堂書店）ISBN 978-4394880035
- 『外国人差別の現場 』（安田浩一共著、2022年、朝日新聞出版〈朝日新書〉）ISBN 978-4022951748
- 『それはわたしが外国人だから？：日本の入管で起こっていること』安田菜津紀:著, 金井真紀:絵・文、ヘウレーカ、2024年4月
- 『国籍のゆらぎ、たしかなわたし：線をひくのはだれか?』木下理仁:編著、太郎次郎社エディタス、2025年6月、ISBN 978-4811808680

### 訳書
- 『シリア 震える橋を渡って　人々は語る』（ウェンディ・パールマン著、安田菜津紀・佐藤慧訳、2019年、岩波書店）ISBN 978-4-00-061357-6
- 『アレッポのキャットマン』（アイリーン・レイサム（英語版）、カリーム・シャムシ・バシャ 著、清水裕子（英語版） 絵、安田菜津紀 訳、2021年、あかね書房）ISBN 978-4-251-09942-6 - モハンマド・アラー・アルジャリールをテーマとした絵本

## 写真展

### 個展
- 「『緑の壁』HIVと共に生きる」（コニカミノルタプラザ、2010年2月2日 - 12日）[27]
- 「君が生きるなら−HIVと、子どもたちと−」（オリンパスギャラリー東京、2015年4月9日 - 15日 / オリンパスギャラリー大阪、2015年5月7日 - 14日）[28]
- 「The Voice of Life 死と、生と」（オリンパスギャラリー東京、2018年4月13日 - 18日 / オリンパスギャラリー大阪、2018年5月7日 - 17日）[29]
- 「世界の子どもたちと出会って」（神奈川県立地球市民かながわプラザ あーすぷらざ、2019年10月12日 - 11月24日）[30]
- 「照らす 生きた証を遺すこと」（オリンパスギャラリー東京、2021年4月15日 - 26日）[31]

### 企画展
- 「Sign －写真家たちの311－」（2011年8月2日 - 11日、コニカミノルタプラザ）[32]
- 安田菜津記・佐藤慧・渋谷敦志写真展「舫 ファインダー越しの3.11」（2013年4月13日 - 4月22日、コニカミノルタプラザ）[3][33]
- 渋谷敦志 + 安田菜津紀 + 佐藤慧「Ubuntu, I am because we are」（2013年5月29日 - 6月3日、ギャラリー同潤会[34]、2013年6月8日 - 17日、JICA関西1Fロビー[35]）
- 国境なき子どもたち（KnK）写真展「時を重ねて― 東日本大震災から現在―」（2022年4月7日 - 13日、アイデムフォトギャラリー「シリウス」）[36]

## 出演

### テレビ番組
- 情熱大陸（毎日放送、2008年5月25日）-「情熱大陸extra 500回記念 待ってろ未来!ネクストジェネレーションの挑戦」
- 一期一会 キミにききたい!（NHK教育テレビ、2008年）
- サンデーモーニング（TBS、2013年11月 - ）- コメンテーター
- ハートネットTV（Eテレ、2022年2月1日）[37]

### ウェブ番組
- デモクラシータイムス（YouTube、不定期）
- ポリタスTV（YouTube、不定期）

### ラジオ
- Jam the WORLD（J-WAVE、2015年4月1日 - 2021年3月31日）- 水曜日ニュース・スーパーバイザー
- 大竹まこと ゴールデンラジオ!（文化放送、不定期）